# 925白玫瑰運動集會
925白玫瑰運動是於2010年9月25日在台灣發動的一場連署抗議遊行，要求汰換不適任的法官，並建立性侵案件專家證人制度以維護兒童人權

## 源起
2010年2月6日，高雄縣男子林義芳在高雄縣甲仙鄉圖書館旁性侵一名六歲女童，以現行犯遭高雄縣政府警察局逮捕。臺灣高雄地方法院檢察署依《中華民國刑法》第222條最輕本刑有期徒刑7年以上的「加重強制性交罪」起訴，求刑7年10月。臺灣高雄地方法院一審判決，依據被告林義芳自白並未使用暴力，且證人指出並未見女童抵抗呼救，因此認定林犯行「未違反女童意願」，改依《中華民國刑法》第227條第一項「與未滿14歲男女性交罪」判處有期徒刑3年2月，社會譁然。
2010年8月5日，中華民國最高法院合議庭審判長邵燕玲以及法官李伯道、孫增同、李英勇與施俊堯，審判另一件三歲女童性侵案時，認定「女童的證詞、驗傷診斷書均無法證明被告有違反女童意願」，以「實際上未違反意願，只能成立對未滿十四歲男女性交罪」為由發回更審。

## 影響與成果
由於白玫瑰運動引發的民眾反彈太過劇烈，最高法院在2010年9月7日作成《最高法院九十九年度第七次刑事庭會議決議》，使未來所有對未滿7歲幼童的性交行為，一律均視為違反被害人之意願而為之，適用《中華民國刑法》第222條「加重強制性交罪」的處罰規定。
2011年8月25日，臺灣高等法院高雄分院撤銷原判決，並依據《中華民國刑法》第222條第1項第2款「對未滿十四歲之女子犯強制性交罪」，判處林義芳有期徒刑7年6個月。

## 類似案例
1. 高雄地方法院日前審理六歲女童性侵案，因女童未哭叫或反抗，認定未違反意願性交輕判惡狼，引發網友撻伐。
2. 2006年3月29日，高雄縣男子吳進義拿吸管、眼鏡架、手指性侵三歲女童，被判處有期徒刑4年6個月。[5]  ，引起社會大眾的輿論撻伐。

## 簡介
兒童性侵輕判案件，造成年幼兒童心理與生理的傷害，引發社會不滿。成立正義聯盟，發起白玫瑰運動上街抗議，由網路社群所發起的連署抗議運動，抗議法官判決不當。
司法院建議法務部修法，加重性侵7歲以下幼童罪犯的刑期。

## 活動訴求
1. 呼籲政府當局重視判決造成受害者及其家屬的二次傷害。
2. 推動法官任用、評鑑與退場機制。
3. 建議修改司法案件審理機制，改為陪審團方式審案。
4. 譴責司法黑洞，抗議違背道德公義的判決。
5. 期盼團結民間眾人力量，為下一代創造出清廉正義的司法殿堂。
6. 沒有任何政治立場，只為台灣公平正義發聲。
7. 就事論事，避免人身攻擊等言詞；以討論代替咒罵，客觀討論司法改革。

## 爭議
有法界大多持負面的看法，批評最高法院因應民意所做出的決議，有違反罪刑法定之疑慮，正本清源之道應該是調整現行法律之構成要件或法定刑。而非透過決議方式來創設法所未明文之要件。